# Bogserbåt 4
Bogserbåt 4 är en bogserbåt inom svenska armén som primärt är avsedd för att ingå i ingenjörsförband. Den används för bogsering av pontoner, färjor samt för person- och materiel transport. Bogserbåt 4 har även förmåga att användas som dykbåt. Båten är godkänd för sjöfart i svenska hamnar, inom- och utomskärs med undantaget att den inte kan vistas länge än en nautisk mil från en hamn eller plats där båten kan finna skydd.

## Huvuddata
- Djupgående 0,7 m
- Fart 10 knop
- Motor Deutz diesel på 163 hk
- Framdrivning Vattenjet
- Besättning 2 stycken
- Totalvikt 4800 kg
- Skrov Helsvetsat aluminium